# Bukovik (gmina Nova Varoš)
Bukovik (cyr. Буковик) – wieś w Serbii, w okręgu zlatiborskim, w gminie Nova Varoš. W 2011 roku liczyła 239 mieszkańców.